# Kvadraturamplitudmodulering
Det här är en artikel om det teletekniska begreppet QAM, kvadraturamplitudmodulering. För fler betydelser av samma förkortning, se QAM.
Kvadraturamplitudmodulering (QAM, Quadrature Amplitude Modulation) är en variant av amplitudmodulering som tillåter överföring av två oberoende meddelandesignaler med samma bärvåg.
QAM används för analog överföring, exempelvis för färginformationen för färg-TV både i det europeiska PAL-systemet och i det amerikanska NTSC. Det utnyttjas även för digital överföring, exempelvis vid radiolänkförbindelser och digitala TV-sändningar. Då använder man ofta termen QAM i en vidare mening än det moduleringsförfarande som beskrivs här. Detta diskuteras nedan.

## Moduleringen
En bärvåg kan i princip skrivas som:
s(t) = cos(ωt)
ω är vinkelhastigheten som är ett mått på bärvågens frekvens f enligt sambandet ω=2πf. Bokstaven t står för tiden i sekunder.
Vid QAM används två bärvågor på exakt samma frekvens men med 90˚ fasskillnad. De kan representeras med cos(ωt) och sin(ωt). Vi har två helt skilda meddelandesignaler som vi kan kalla a(t) och b(t), eller för enkelhets skull bara a och b. De varierar långsamt i tiden jämfört med bärvågen och pendlar typiskt mellan positiva och negativa värden. Vid modulering multipliceras a och b med var sin bärvåg, varefter resultaten summeras:
s(t) = a • cos(ωt) + b • sin(ωt)
I litteraturen benämns signalerna a och b ofta I (in-phase) och Q (quadrature).

## Demoduleringen
För att demodulera en QAM-signal krävs en koherent demodulator. Det innebär att demodulatorn måste ha tillgång till de två omodulerade bärvågor som modulatorn använde. Både frekvens och fas måste stämma exakt. Mottagaren behöver med andra ord skapa bärvågorna cos(ωt) och sin(ωt).
Genom att multiplicera den mottagna signalen med cos(ωt) återfås meddelandesignalen a, medan multiplikation med sin(ωt) reproducerar b. Multiplikationerna ger dessutom andra termer, men de ligger betydligt högre i frekvens (dubbla bärvågsfrekvensen), och kan därför lätt filtreras bort. Om de bärvågor som mottagaren skapar ligger något fel i fas, uppstår genast överhörning mellan a och b. Vid 45˚ fasfel ger bägge demoduleringarna lika delar a och b.

## Digital överföring

Överföringsmatrisen för graykodad 16QAM. Q-axeln motsvarar a och I-axeln b.

Vid digital överföring begränsas meddelandesignalen till ett antal bestämda nivåer som är tillräckligt åtskilda för att störningar inte ska kunna skapa osäkerhet vid mottagningen.
QAM överför två oberoende meddelandesignaler a och b samtidigt. I princip kan a vara en digital signal och b en analog. Vid digital överföring brukar man betrakta a och b som ett talpar där varje unik kombination tolkas som en symbol. Om vi använder en nivårepertoar med n nivåer, har signal a n olika möjligheter och b har n möjligheter för varje möjligt a-värde. Ett talpar (a,b) kan därmed identifiera en av n2 olika symboler.
Exempel: En nivårepertoar erbjuder två värden, 0 och 1. Ett talpar (a,b) har då fyra möjligheter, nämligen (0,0), (0,1), (1,0) och (1,1). Om vi istället använder en nivårepertoar med 8 olika nivåer, skulle QAM ge 64 olika symboler i varje ögonblick. Det skulle räcka för att identifiera ett skrivtecken i ett teckenförråd som innehåller alla stora bokstäver A-Ö, alla siffror 0-9 och ett drygt 20-tal ytterligare tecken.
Man kan rita ett diagram med amplituden för a på x-axeln och för b på y-axeln. Varje symbol blir då en egen punkt (a,b) i diagrammet. Dessa punkter bildar alltid någon form av fyrkantigt mönster, eftersom a och b är oberoende av varandra. Det gäller även om a och b har olika nivårepertoar och om nivåer har ojämna steg, till exempel 0, 1, 3, 19.
Det finns ofta en önskan att sprida ut symbolerna jämnt i totalamplitud och fas snarare än i amplituderna a och b. Det uppnås om man kombinerar PSK (fasskiftmodulering) med ASK (amplitudskiftmodulering). Många kallar även detta för QAM, men då blir QAM ett samlingsnamn för flera modulationssätt. Detta diskuteras nedan.
Ofta benämns den moduleringen som används efter antalet diskreta positioner i överföringmatrisen. En matris med 4 positioner benämns 4QAM, en med 8 positioner 8QAM och så vidare. Vanligast är 16QAM, 64QAM, 128QAM och 256QAM.

## QAM i vidare mening
Vi har ovan beskrivit den modulerade bärvågen som:
s(t) = a • cos(ωt) + b • sin(ωt)
Med trigonometriska samband kan uttrycket skrivas om från en addition av två vågor till en enda våg:
a • cos(ωt) + b • sin(ωt) = c • sin(ωt + φ)
Amplituden c varierar i tiden på ett sätt som bestäms av a och b tillsammans. Detsamma gäller för fasförskjutningen φ. Om man bara tittar på uttrycket längst till höger, vore det frestande att påstå att vi har en bärvåg som är både amplitud- och fasmodulerad. Men om man försöker demodulera bärvågen utifrån detta antagande, kommer man inte att få tillbaka a och b. Att fasläget varierar är bara en bieffekt av de två amplitudmoduleringar vi faktiskt gjort.
Det är vanligt att man förklarar QAM som en kombination av AM (amplitudmodulering) och PM (fasmodulering), eller vid digital överföring som en kombination av ASK (amplitudskiftmodulering) och PSK (fasskiftmodulering). Men då används ordet QAM på ett mindre precist sätt än den modulationsprincip som förklaras här.
Olika personer kan lägga följande skilda betydelser i QAM:
1. Signalerna a och b amplitudmodulerar en bärvåg enligt s(t) = a • cos(ωt) + b • sin(ωt).
2. Signalerna a och b kombineras med varandra på något överenskommet sätt till två nya signaler x och y som i sin tur amplitudmodulerar en bärvåg enligt s(t) = x • cos(ωt) + y • sin(ωt).
3. En bärvåg moduleras av a och b med valfria metoder så att både dess amplitud och fas varierar på något betydelsebärande sätt.
4. (En våg har av okänd anledning både varierande amplitud och fas.)

Vilken tolkning som avses har stor betydelse för hur den mottagna signalen ska demoduleras så att a och b kan återskapas.

## Effektbehov
Signalen vid enkel amplitudmodulering kan ses som summan av en konstant bärvåg och en fasmodulerad, enkel signal. Nyttan med en konstant bärvåg är endast praktisk - något som helst informationsinnehåll förmedlar den inte och bidrar därför inte till överföringen. I spektrum för en amplitudmodulerad signal syns därför bärvågen omgiven av två symmetriska sidband och effektbehovet är dubbelt så stort som för en fasmodulerad signal.
I och med att sidbanden är symmetriska kan effektbehovet vid enkel amplitudmodulering sägas vara fyra gånger så stort som vid överföring av endast själva informationen i enkelt sidband.
Kvadraturmodulering innebär amplitudmodulering med en komplex signal. Spektrum hos en sådan signal kännetecknas av att amplituden hos positiva och negativa frekvenser skiljer sig åt. Sidbanden hos den kvadraturmodulerade signalen kommer därför skilja sig åt. Modulationssättet innebär därmed ett effektivare utnyttjande av frekvensutrymmet, vid given överföringshastighet minskad inverkan av störningar och sålunda minskat effektbehov.
I och med att sidbanden är asymmetriska kan effektbehovet vid enkel amplitudmodulering sägas vara dubbelt så stort som vid överföring av endast själva informationen i enkelt sidband. Jämfört med enkel amplitudmodulering är effektbehovet vid given överföring således halverat.

## Hur kan två meddelanden rymmas i samma AM-signal?
Följande resonemang försöker ge en intuitiv insikt baserat på hur vågor fungerar, men utan djupare matematik.
Om vi bara modulerar bärvågen med a, förenklas den modulerade signalen till:
s(t) = a • cos(ωt)
Det är när bärvågen cos(ωt) antar sitt maxvärde vid ωt =0˚ och sitt minvärde vid 180˚ som moduleringsvärdet a ger tydligast avtryck. Vid ωt =90˚ och 270˚ är bärvågen noll. I dessa lägen har den alltså ingen som helst information om a. Det ger oss utrymmen där vi skulle kunna kila in information om b. Eftersom QAM bygger på att b modulerar en förskjuten bärvåg som har sina toppar där a-bärvågen är 0, passar a- och b-bärvågorna in i varandra som fingrarna när man knäpper händerna:
s(t) = a • cos(ωt) + b • sin(ωt)
Om vi bara lyssnar av bärvågen i lägena 0˚ och 180˚, borde vi alltså få information om enbart a, och i lägena 90˚ och 270˚ om enbart b. Men vår demodulator använder inte smala pulser som bara släpper igenom bärvågen vid dessa korta tillfällen. Istället används den mjukt rundade cos(ωt) för att lyssna efter a, och den släpper igenom en halv period åt gången. Under en sådan halvperiod borde det väl också läcka in en hel del b?
Ja, det gör det. Men under denna halvperiod (0–180˚ eller 180˚–360˚) kommer den mottagna a•cos(ωt) att ha samma tecken hela tiden, medan b•sin(ωt) kommer att växla mellan plus och minus i halvtid. Därför kommer medelvärdet av a•cos(ωt) under halvperioden att återspegla a medan medelvärdet av b•sin(ωt) blir noll. Kom ihåg att a och b ändrar sig i tiden mycket långsammare än bärvågen och kan i detta resonemang närmast betraktas som konstanter.
Det förklarar varför demodulatorn med cos(ωt) kan plocka fram enbart meddelandesignal a. Med samma resonemang kan man förklara att sin(ωt) enbart plockar fram signal b.